# 로봇공학의 삼원칙
로봇공학의 삼원칙(Three Laws of Robotics) 또는 삼원칙(The Three Laws), 아시모프의 원칙(Asimov's Laws)은 미국의 작가 아이작 아시모프가 로봇에 관한 소설들 속에서 제안한 로봇의 작동 원리이다. 이러한 원칙은 1942년, 그의 단편 소설 《Runaround》에서 처음 언급되었다. "서기 2058년 제 56판 로봇공학의 안내서"에서 인용된 세 가지 원칙은 다음과 같다:
제 1원칙

로봇은 인간에 해를 가하거나, 혹은 지시를 무시함으로써 인간에게 해가 가도록 해서는 안 된다.
제 2원칙
제 1원칙에 어긋나지 않는 한 로봇은 인간의 제 1원칙에 어긋나지 않는 지시에 복종해야 한다.
제 3원칙
로봇은 제 1원칙과 2원칙에 어긋나지 않는 한 자신의 존재를 보호해야만 한다.
이중 첫 번째 원칙은 1941년 단편 소설 《Liar!》에 처음 소개되었고, 이 원칙들은 아시모프의 소설에 등장하는 양전자 로봇에 거의 전부 내재되어 있어, 로봇의 안전 기능을 의미한다. 그의 로봇 중심 이야기의 대부분은 로봇이 있는 상황에서 삼원칙 적용방법에 대한 의도하지 않은 결과처럼 독특하고 직관적인 방식으로 행동하는 로봇을 다룬다. 아시모프의 파운데이션 시리즈와 로봇 시리즈 등에서도 이러한 원칙들이 등장한다.
로봇공학에 대한 기존 원칙은 아시모프와 다른 작가들에 의해 수정되고 정교해졌으며, 또한, 아시모프는 다양한 서적에서 처음 삼원칙을 약간 수정했고 로봇이 사람과 서로 상호작용하는 방법을 발전시키기 위한 단편 소설들을 썼다.
나중에 아시모프는 《로봇과 제국》을 쓰면서 네 번째, 또는 0번째 원칙을 추가하게 된다. 다른 세 원칙도 이 0번째 원칙을 위배할 수 없다.
제 0원칙
로봇은 인류에게 해를 가하거나, 행동을 하지 않음으로써 인류에게 해가 가도록 해서는 안 된다.
이러한 삼원칙은 공상과학소설 뿐만 아니라 많은 책과 영화 등의 매체에서 언급되었고, 인공지능을 제작하는 데에도 영향을 미쳤다.

## 같이 보기
- 클라크의 삼법칙
- 인공지능윤리
- 군사용 로봇
- 도덕